# Baixiong
Baixiong (kinesiska: 白雄, 白雄乡) är en socken i Kina. Den ligger i socknen Baixiong, den autonoma regionen Tibet, i den sydvästra delen av landet, omkring 320 kilometer nordost om regionhuvudstaden Lhasa. Antalet invånare är 3749. Befolkningen består av 1 908 kvinnor och 1 841 män. Barn under 15 år utgör 34 %, vuxna 15-64 år 61 %, och äldre över 65 år 4,0 %.